# Цифровое деловое пространство
«Цифровое деловое пространство» (ЦДП) — здание в Москве (улица Покровка, дом 47). Построен в 1977 году как кинотеатр «Новороссийск». В 1990-х годах получил название «Центральный дом предпринимателя», там действовал кинотеатр «35mm». Реконструирован в 2017 году и открыт как «Цифровое деловое пространство».

## История

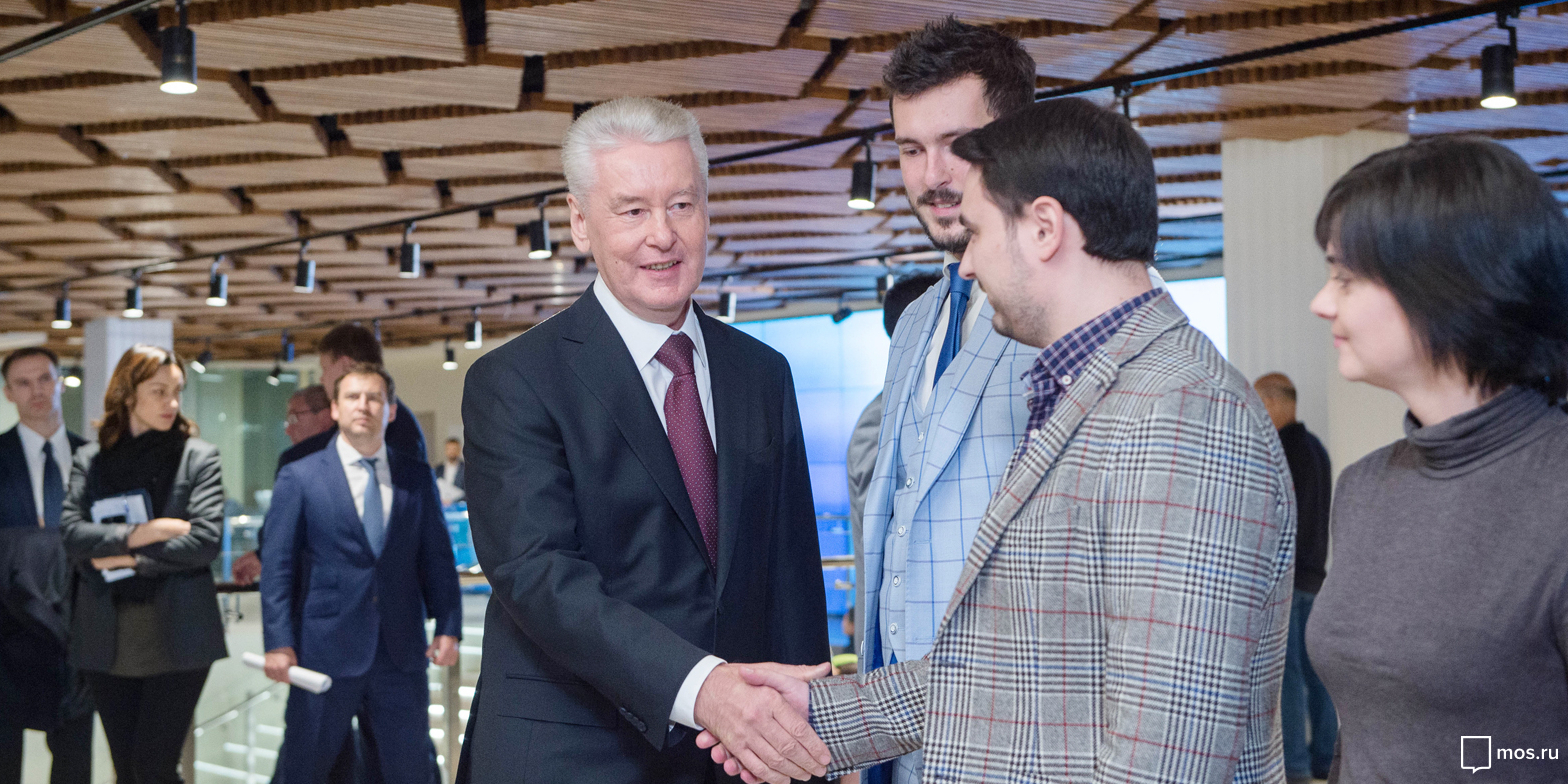
Сергей Собянин открывает Центральный дом предпринимателя после реконструкции 12 октября 2017 года

Кинотеатр «Новороссийск» был построен 1977 году по проекту архитекторов П. И. Скокана, Ю. Г. Павлова, Г. А. Чернова, Н. В. Бакановой, В. В. Румянцевой и инженеров В. Гнедина, Н. Симакова, Ю. Шинкевича. За этот проект архитекторы были удостоены премии Госстроя РСФСР. Изначально кинотеатр имел 2 зала: большой на 1000 мест с широкоформатным экраном и малый на 200 мест. Большой зал также мог использоваться как концертный. На площади перед кинотеатром был установлен корабельный якорь из Цемесской бухты — подарок от жителей Новороссийска. В 1980-х годах в кинотеатре действовало 9 киноклубов и кинолекториев («Писатель, книга, кино», «Подросток и закон», «Золотой ключик» и другие).
После перестройки в здании разместился Центральный дом предпринимателя. Для кинопоказа был сохранён малый зал, который использовался совместно компаниями «Централ партнершип», «35mm», «Кино без границ». В кинотеатре демонстрировались фильмы на оригинальном языке с русскими субтитрами. Позднее стал задействоваться и большой зал, периодически проходили кинофестивали.
В 2017 году Центральный дом предпринимателя был реконструирован, получив новое название «Цифровое деловое пространство». По замыслу московских властей оно должно стать площадкой для поддержки и развития технологического предпринимательства, местом для делового общения, обучения и работы.

## Описание

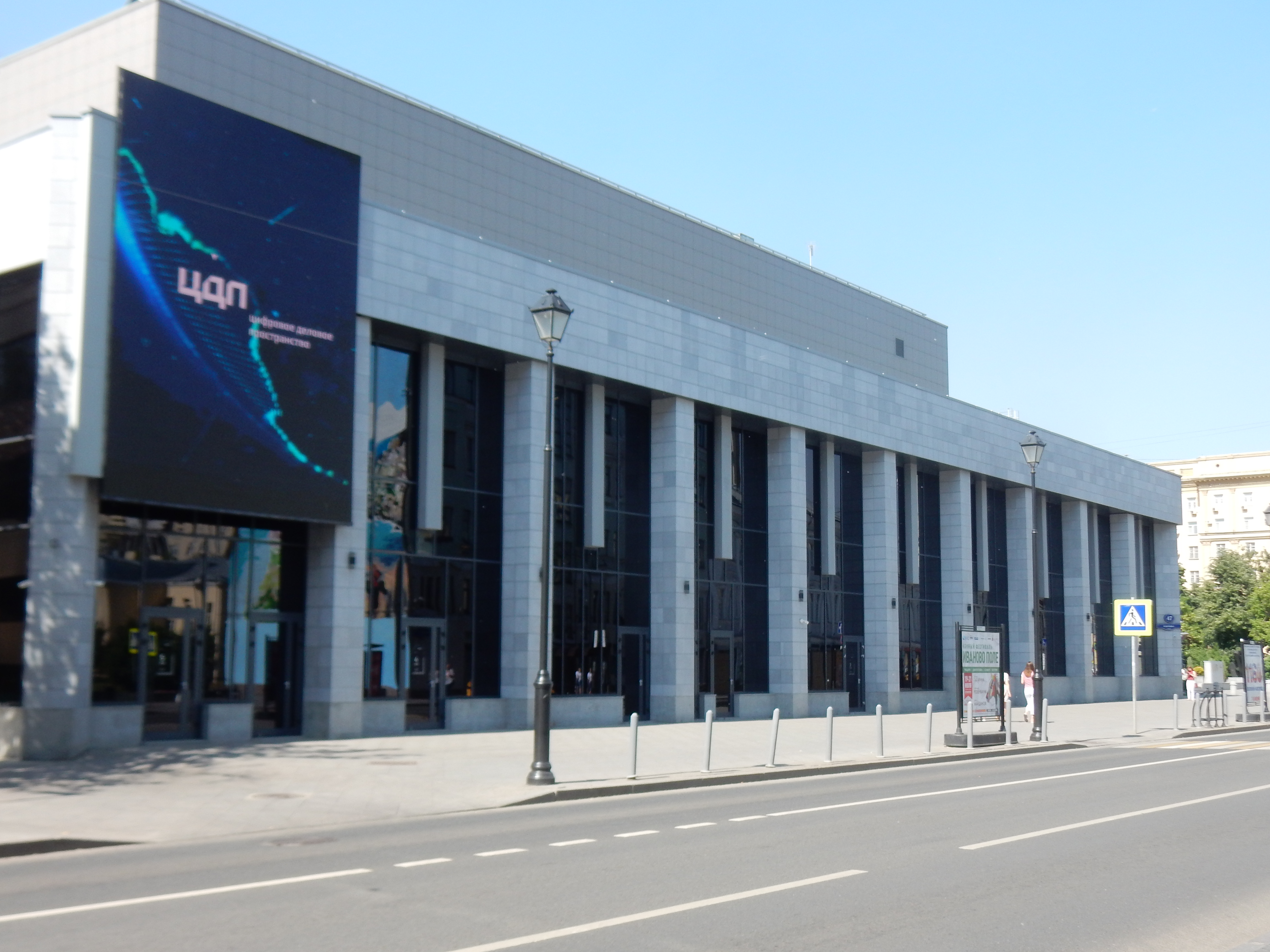
ЦДП. Вид от улицы Покровка.

Двухэтажное здание имеет Г-образную планировку и отделено от Садового кольца площадью Цезаря Куникова. Общая площадь составляет 6600 м². Фасад из светопрозрачного бетона оборудован тремя медиаэкранами. На первом этаже ЦДП расположена зона регистрации. Посетитель регистрируется с помощью тач-панелей, система автоматически заносит информацию в базу, предлагает сделать моментальное фото и распечатывает пластиковый бейдж. Здесь же установлены медиаколонны с навигацией и полезной информацией.
На втором этаже расположены конференц-зал на 640 мест со светодиодным экраном 15,8×8,6 м и малый зал на 80 мест. Там также находится интерактивная мультимедиастена из бесшовной панели размером 12,1×2,7 м. На втором этаже также действует зона коворкинга на 70 мест. Там есть звукопоглощающая кабина для интернет-звонков и скайп-встреч, «умные столы» со встроенными bluetooth-колонками, USB-портами, беспроводной зарядкой, индукционным подогревом кружки с напитком. В зоне коворкинга установлены столы с микролифтом на электроприводе для маломобильных людей, киберкапсула для работы и капсула для рекреации.
Территорию вблизи здания освещают светодиодные светильники с функциями передачи сигнала Wi-Fi и зарядки мобильных устройств. Там же расположена автономная станция проката «Самокат-шеринг». Оператор ЦДП — государственное бюджетное учреждение «Агентство инноваций Москвы».